# Vuelta a Portugal 2016
La 78.ª edición de la Vuelta a Portugal se celebró entre el 27 de julio y el 7 de agosto de 2017 con inicio en la ciudad de Oliveira de Azeméis y final en la ciudad de Lisboa. El recorrido consistió de un prólogo y 10 etapas sobre una distancia total de 1618,7 km.
La carrera formó parte del circuito UCI Europe Tour 2016 dentro de la categoría 2.1 y fue ganada por el ciclista portugués Rui Vinhas del equipo W52-FC Porto. El podio lo completaron el ciclista español Gustavo Veloso del equipo W52-FC Porto y el ciclista portugués Daniel Silva del equipo Rádio Popular-Boavista.

## Equipos participantes
Tomaron la partida un total de 17 equipos, de los cuales 5 fue de categoría Profesional Continental y 12 Continentales, quienes conformaron un pelotón de 140 ciclistas de los cuales terminaron 113. Los equipos participantes fueron:
| Equipos continentales profesionales (5)- Androni Giocattoli-Sidermec - Caja Rural-Seguros RGA - Drapac - Funvic Soul Cycles-Carrefour - Team Roth Equipos continentales (12)- Armée de terre - Astana City - Boyacá Raza de Campeones - Christina Jewelry - Efapel - Euskadi Basque Country-Murias - LA Alumínios-Antarte - Lokosphinx - Louletano-Hospital de Loulé - Rádio Popular-Boavista - Sporting-Tavira - W52-FC Porto |
| |

## Recorrido
| Etapa      | Fecha       | Recorrido                                    | type                    | Distancia (km) | Ganador                  | Líder         |
| ---------- | ----------- | -------------------------------------------- | ----------------------- | -------------- | ------------------------ | ------------- |
| Prólogo    | 27 de jul   | Oliveira de Azeméis – Oliveira de Azeméis    | prólogo                 | 3,6            | Rafael Reis              | Rafael Reis   |
| 1.ª etapa  | 28 de jul   | Ovar – Braga                                 | etapa escarpada         | 167,4          | Daniel Mestre            | Daniel Mestre |
| 2.ª etapa  | 29 de jul   | Viana do Castelo – Fafe                      | etapa escarpada         | 160            | Francesco Gavazzi        | Daniel Mestre |
| 3.ª etapa  | 30 de jul   | Montalegre – Macedo de Cavaleiros            | etapa escarpada         | 158,9          | William Clarke           | Rui Vinhas    |
| 4.ª etapa  | 31 de jul   | Braganza – Mondim de Basto                   | etapa de media montaña  | 191,9          | Gustavo César Veloso     | Rui Vinhas    |
| 5.ª etapa  | 1 de ago    | Lamego – Viseo                               | etapa de media montaña  | 153,2          | Vicente García de Mateos | Rui Vinhas    |
|            | 2 de agosto | Día de descanso                              | Día de descanso         |                |                          |               |
| 6.ª etapa  | 3 de ago    | Belmonte – Guarda                            | etapa de media montaña  | 173,7          | Gustavo César Veloso     | Rui Vinhas    |
| 7.ª etapa  | 4 de ago    | Figueira de Castelo Rodrigo – Castelo Branco | etapa escarpada         | 182            | José Gonçalves           | Rui Vinhas    |
| 8.ª etapa  | 5 de ago    | Nazaré – Arruda dos Vinhos                   | etapa escarpada         | 208,5          | Jesús Ezquerra           | Rui Vinhas    |
| 9.ª etapa  | 6 de ago    | Alcázar del Sal – Setúbal                    | etapa llana             | 187,5          | Daniel Mestre            | Rui Vinhas    |
| 10.ª etapa | 7 de ago    | Vila Franca de Xira – Lisboa                 | contrarreloj individual | 32             | Gustavo César Veloso     | Rui Vinhas    |

## Clasificaciones finales
Las clasificaciones finalizaron de la siguiente forma:

### Clasificación general
| \| Clasificación general \| Clasificación general \| Clasificación general \| Clasificación general \| Clasificación general \| \| Ciclista \| Ciclista \| Equipo \| Tiempo \| \| \| --------------------- \| ------------------------ \| --------------------------- \| --------------------- \| --------------------- \| \| 1.º \| Rui Vinhas \| W52-FC Porto \| 40 h 57 min 56 s \| \| \| 2.º \| Gustavo César Veloso \| W52-FC Porto \| + 1 min 31 s \| \| \| 3.º \| Daniel Silva \| Rádio Popular-Boavista \| + 2 min 49 s \| \| \| 4.º \| Raúl Alarcón \| W52-FC Porto \| DES \| \| \| 5.º \| Joni Brandão \| Efapel \| + 3 min 54 s \| \| \| 6.º \| Amaro Antunes \| LA Alumínios-Antarte \| + 5 min 08 s \| \| \| 7.º \| Henrique Casimiro \| Efapel \| + 6 min 03 s \| \| \| 8.º \| Vicente García de Mateos \| Louletano-Hospital de Loulé \| + 6 min 30 s \| \| \| 9.º \| Rui Sousa \| Rádio Popular-Boavista \| + 6 min 44 s \| \| \| 10.º \| Ricardo Vilela \| Caja Rural-Seguros RGA \| + 7 min 21 s \| \| |                          |                             |                  |
| |                          |                             |                  |
| Fuente: ProCyclingStats |                          |                             |                  |
| Clasificación general |                          |                             |                  |
| Ciclista | Ciclista                 | Equipo                      | Tiempo           |
| 1.º | Rui Vinhas               | W52-FC Porto                | 40 h 57 min 56 s |
| 2.º | Gustavo César Veloso     | W52-FC Porto                | + 1 min 31 s     |
| 3.º | Daniel Silva             | Rádio Popular-Boavista      | + 2 min 49 s     |
| 4.º | Raúl Alarcón             | W52-FC Porto                | DES              |
| 5.º | Joni Brandão             | Efapel                      | + 3 min 54 s     |
| 6.º | Amaro Antunes            | LA Alumínios-Antarte        | + 5 min 08 s     |
| 7.º | Henrique Casimiro        | Efapel                      | + 6 min 03 s     |
| 8.º | Vicente García de Mateos | Louletano-Hospital de Loulé | + 6 min 30 s     |
| 9.º | Rui Sousa                | Rádio Popular-Boavista      | + 6 min 44 s     |
| 10.º | Ricardo Vilela           | Caja Rural-Seguros RGA      | + 7 min 21 s     |

### Clasificación por puntos
| Clasificación por puntos | Clasificación por puntos | Clasificación por puntos    | Clasificación por puntos | Clasificación por puntos |
| Ciclista                 | Ciclista                 | Equipo                      | Puntos                   |                          |
| ------------------------ | ------------------------ | --------------------------- | ------------------------ | ------------------------ |
| 1.º                      | Gustavo César Veloso     | W52-FC Porto                | 124 pts                  |                          |
| 2.º                      | Daniel Mestre            | Efapel                      | 89 pts                   |                          |
| 3.º                      | Francesco Gavazzi        | Androni Giocattoli-Sidermec | 70 pts                   |                          |
| 4.º                      | Vicente García de Mateos | Louletano-Hospital de Loulé | 70 pts                   |                          |
| 5.º                      | José Gonçalves           | Caja Rural-Seguros RGA      | 62 pts                   |                          |
| 6.º                      | Daniel Silva             | Rádio Popular-Boavista      | 59 pts                   |                          |
| 7.º                      | Samuel Caldeira          | W52-FC Porto                | 56 pts                   |                          |
| 8.º                      | Raúl Alarcón             | W52-FC Porto                | DES                      |                          |
| 9.º                      | Davide Vigano            | Androni Giocattoli-Sidermec | 54 pts                   |                          |
| 10.º                     | Joni Brandão             | Efapel                      | 45 pts                   |                          |

### Clasificación de la montaña
| Clasificación de la montaña | Clasificación de la montaña | Clasificación de la montaña | Clasificación de la montaña | Clasificación de la montaña |
| Ciclista                    | Ciclista                    | Equipo                      | Puntos                      |                             |
| --------------------------- | --------------------------- | --------------------------- | --------------------------- | --------------------------- |
| 1.º                         | Joni Brandão                | Efapel                      | 57 pts                      |                             |
| 2.º                         | Bruno Silva                 | LA Alumínios-Antarte        | 55 pts                      |                             |
| 3.º                         | Raúl Alarcón                | W52-FC Porto                | DES                         |                             |
| 4.º                         | Frederico Figueiredo        | Rádio Popular-Boavista      | 45 pts                      |                             |
| 5.º                         | Gustavo César Veloso        | W52-FC Porto                | 42 pts                      |                             |
| 6.º                         | César Fonte                 | Rádio Popular-Boavista      | 42 pts                      |                             |
| 7.º                         | Henrique Casimiro           | Efapel                      | 42 pts                      |                             |
| 8.º                         | Ivan Darío Bothia           | Boyacá Raza de Campeones    | 40 pts                      |                             |
| 9.º                         | Rui Vinhas                  | W52-FC Porto                | 36 pts                      |                             |
| 10.º                        | Daniel Silva                | Rádio Popular-Boavista      | 30 pts                      |                             |

Nota: El primer clasificado en la clasificación de la montaña fue el ciclista colombiano Ramiro Rincón, pero su resultado fue anulado por haber dado positivo en el uso de sustancias dopantes por CERA.

### Clasificación de los jóvenes
| Clasificación del mejor joven | Clasificación del mejor joven | Clasificación del mejor joven  | Clasificación del mejor joven | Clasificación del mejor joven |
| Ciclista                      | Ciclista                      | Equipo                         | Tiempo                        |                               |
| ----------------------------- | ----------------------------- | ------------------------------ | ----------------------------- | ----------------------------- |
| 1.º                           | Alexander Vdovin              | Lokosphinx                     | 41 h 39 min 15 s              |                               |
| 2.º                           | Diego Ochoa                   | Boyacá Raza de Campeones       | + 17 min 34 s                 |                               |
| 3.º                           | Víctor Etxeberria             | Rádio Popular-Boavista         | + 18 min 55 s                 |                               |
| 4.º                           | Galym Ajmétov                 | Astana City                    | + 26 min 19 s                 |                               |
| 5.º                           | Valentin Baillifard           | Roth                           | + 40 min 58 s                 |                               |
| 6.º                           | Roland Thalmann               | Roth                           | + 1 h 08 min 10 s             |                               |
| 7.º                           | Sergey Vdovin                 | Lokosphinx                     | + 1 h 22 min 58 s             |                               |
| 8.º                           | Josu Zabala                   | Caja Rural-Seguros RGA amateur | + 1 h 26 min 26 s             |                               |
| 9.º                           | Óscar Rodríguez Garaicoechea  | Lizarte                        | + 1 h 30 min 18 s             |                               |
| 10.º                          | Álvaro Trueba                 | Efapel                         | + 1 h 35 min 24 s             |                               |

### Clasificación por equipos
| Clasificación por equipos | Clasificación por equipos    | Clasificación por equipos | Clasificación por equipos |
| Equipo                    | Equipo                       | Tiempo                    |                           |
| ------------------------- | ---------------------------- | ------------------------- | ------------------------- |
| 1.º                       | W52-FC Porto                 | 122 h 54 min 24 s         |                           |
| 2.º                       | Rádio Popular-Boavista       | + 16 min 46 s             |                           |
| 3.º                       | Efapel                       | + 33 min 33 s             |                           |
| 4.º                       | LA Alumínios-Antarte         | + 41 min 53 s             |                           |
| 5.º                       | Androni Giocattoli-Sidermec  | + 41 min 53 s             |                           |
| 6.º                       | Caja Rural-Seguros RGA       | + 57 min 47 s             |                           |
| 7.º                       | Louletano-Hospital de Loulé  | + 1 h 17 min 38 s         |                           |
| 8.º                       | Sporting-Tavira              | + 2 h 12 min 50 s         |                           |
| 9.º                       | Team Roth                    | + 2 h 18 min 11 s         |                           |
| 10.º                      | Funvic Soul Cycles-Carrefour | + 2 h 29 min 15 s         |                           |

## Evolución de las clasificaciones
| Etapa                   | Vencedor                 | Clasificación general | Clasificación por puntos | Clasificación de la montaña | Clasificación de los jóvenes | Clasificación por equipos   | Clasificación del mejor portugués |
| ----------------------- | ------------------------ | --------------------- | ------------------------ | --------------------------- | ---------------------------- | --------------------------- | --------------------------------- |
| Prólogo                 | Rafael Reis              | Rafael Reis           | no otorgado              | no otorgado                 | Óscar Rodríguez              | Efapel                      | Rafael Reis                       |
| 1.ª                     | Daniel Mestre            | Daniel Mestre         | Daniel Mestre            | Frederico Figueiredo        | Diego Ochoa                  | Efapel                      | Daniel Mestre                     |
| 2.ª                     | Francesco Gavazzi        | Daniel Mestre         | Daniel Mestre            | Ramiro Rincón               | Diego Ochoa                  | Efapel                      | Daniel Mestre                     |
| 3.ª                     | William Clarke           | Rui Vinhas            | William Clarke           | César Fonte                 | Diego Ochoa                  | Androni Giocattoli-Sidermec | Rui Vinhas                        |
| 4.ª                     | Gustavo César Veloso     | Rui Vinhas            | Gustavo César Veloso     | César Fonte                 | Víctor Etxeberria            | W52-FC Porto                | Rui Vinhas                        |
| 5.ª                     | Vicente García de Mateos | Rui Vinhas            | Gustavo César Veloso     | Ramiro Rincón               | Víctor Etxeberria            | W52-FC Porto                | Rui Vinhas                        |
| 6.ª                     | Gustavo César Veloso     | Rui Vinhas            | Gustavo César Veloso     | Ramiro Rincón               | Alexander Vdovin             | W52-FC Porto                | Rui Vinhas                        |
| 7.ª                     | José Gonçalves           | Rui Vinhas            | Gustavo César Veloso     | Ramiro Rincón               | Alexander Vdovin             | W52-FC Porto                | Rui Vinhas                        |
| 8.ª                     | Jesús Ezquerra           | Rui Vinhas            | Gustavo César Veloso     | Ramiro Rincón               | Alexander Vdovin             | W52-FC Porto                | Rui Vinhas                        |
| 9.ª                     | Daniel Mestre            | Rui Vinhas            | Gustavo César Veloso     | Ramiro Rincón               | Alexander Vdovin             | W52-FC Porto                | Rui Vinhas                        |
| 10.ª                    | Gustavo César Veloso     | Rui Vinhas            | Gustavo César Veloso     | Ramiro Rincón               | Alexander Vdovin             | W52-FC Porto                | Rui Vinhas                        |
| Clasificaciones finales | Clasificaciones finales  | Rui Vinhas            | Gustavo César Veloso     | Ramiro Rincón Joni Brandão  | Alexander Vdovin             | W52-FC Porto                | Rui Vinhas                        |